# Mount Ashford
Mount Ashford är ett berg i Antarktis. Det ligger i Östantarktis. Australien gör anspråk på området. Toppen på Mount Ashford är 2 293 meter över havet.
Terrängen runt Mount Ashford är huvudsakligen en högslätt. Trakten är obefolkad. Det finns inga samhällen i närheten.